# Pós-islamismo
O Pós-islamismo é uma tendência intelectual que surge no Irã e propõe a separação entre religião e política, além da negação do Velayat-e faqih, princípio da indissociabilidade entre o religioso e o político.

## Pensamento e consequências
Pode-se resumir seu pensamento básico como definido pelo intelectual Abdolkarim Soroush:
"A religião é um dom de deus. No entanto, interpretam-na os homens. A interpretação humana varia segundo as épocas e as circunstâncias; está influída pela história, sociedade, etc. Em consequência, se a religião é sagrada, o pensamento humano não o é. Portanto, temos o direito de não estar de acordo com o princípio da indissociabilidade entre o religioso e o político enunciado pelo Imam Khomeini”.
As consequências lógicas destas ideias são a negação do poder absoluto do direito islâmico e dos clérigos.